# Roma tra le due guerre. Cronache da una città che cambia
Roma tra le due guerre. Cronache da una città che cambia è un saggio di Italo Insolera e Alessandra Maria Sette che ricostruisce gli anni venti, trenta e quaranta del XX secolo attraverso la ricca iconografia realizzata in quegli anni.
Il libro prende l'avvio dalla straordinaria documentazione fotografica eseguita dall'Istituto Luce durante gli anni venti, trenta e quaranta, confronta con i tanti quadri che furono dipinti in quegli anni da Maria Barozzo, Giovanni Omiccioli, Tina Tommasini, Eva Quajotto, Mario Mafai, Esther Epifani, Francesco Trombadori. Nomi famosi accanto ad altri quasi ignorati dalla storia dell'arte, ma interessanti come testimonianze del modo come si consideravano in quegli anni le colossali trasformazioni che avvenivano in Roma. Il libro si conclude con due immagini simboliche: Pio XII tra i cittadini colpiti dai bombardamenti nell'estate 1943 è i cittadini ebrei che negli stessi giorni esultano nelle vie del ghetto per la caduta di Mussolini.

## Edizioni
- Italo Insolera e Alessandra Maria Sette, Roma tra le due guerre. Cronache da una città che cambia, Palombi & partner,  pp. 175, cap. 19, ISBN 88-7621-412-7.